# Caloncoba lophocarpa
Caloncoba lophocarpa es una especie de Magnoliopsida del género Caloncoba, de la familia Achariaceae, del orden Malpighiales.

## Distribución
Caloncoba lophocarpa se distribuye por el oeste de Camerún.

## Taxonomía
Fue descrita científicamente por Daniel Oliver. Fue publicado por primera vez por Ernest Friedrich Gilg en la revista Botanische Jahrbücher für Systematik, Pflanzengeschichte und Pflanzengeographie, volumen 40, página 462 (1908).